# Song Joong-ki
En aquest nom coreà, el cognom és Song.
Song Joong-ki (en coreà 송중기) (Daejeon, 19 de setembre de 1985), és un reconegut actor de cinema sud-coreà.

## Filmografia

### TV
| Any  | Títol                             | Paper         | Notes |
| ---- | --------------------------------- | ------------- | ----- |
| 2007 | Get Karl! Oh Soo-jung             |               |       |
| 2008 | Love Racing                       |               |       |
| 2008 | My Precious You                   |               |       |
| 2009 | Triple                            | Ji Poong-ho   |       |
| 2009 | My Fair Lady                      | head butler   |       |
| 2009 | Will It Snow for Christmas?       | Han Ji-yong   |       |
| 2010 | Obstetrics and Gynecology Doctors | Ahn Kyung-woo |       |
| 2010 | Sungkyunkwan Scandal              | Gu Yong-ha    |       |
| 2011 | Deep Rooted Tree                  | Yi Do         |       |
| 2012 | The Innocent Man                  | Kang Ma-ru    |       |
| 2016 | Descendents del Sol               | Yoo Si-jin    |       |

### Cinema
| Any  | Títol                        | Paper         |
| ---- | ---------------------------- | ------------- |
| 2008 | A Frozen Flower              | No-tak        |
| 2009 | Five Senses of Eros          | Yoo Jae-hyuk  |
| 2009 | The Case of Itaewon Homicide | Jo Jong-pil   |
| 2010 | Hearty Paws 2                | Dong-wook     |
| 2011 | Penny Pinchers               | Chun Ji-woong |
| 2012 | Pengi and Sommi              |               |
| 2012 | The Grand Heist              | Jung-goon     |
| 2012 | A Werewolf Boy               | Chul-soo      |